# دژ ماگلای
دژ ماگلای (بوسنیایی: Maglajska tvrđava) قلعه‌ای در شهرداری ماگلای در کشور بوسنی و هرزگوین است. این دژ ۱۸۲ متر بالاتر از سطح دریا واقع شده است.